# Taylor Hanson
Jordan Taylor Hanson, född 14 mars 1983 i Tulsa, Oklahoma, USA, är medlem i bandet Hanson och Tinted Windows, där han sjunger och spelar (främst keyboard).

## Familj
Taylor är son till Clarke Walker Hanson och Diana Frances Hanson (född Lawyer). Han har utöver bröderna och bandmedlemmarna Zachary och Isaac även syskonen Jessica Grace (född 1988), Avery Laurel (född 1990), Joshua Mackenzie (född 1994) och Zoë Genevieve (född 1998).
Han gifte sig den 8 juni 2002 med Natalie-Anne Bryant i hennes hemstad Georgia. De hade varit tillsammans i två år innan de gifte sig. Tillsammans har de sju barn.